# Groupama-FDJ/Saison 2021
Diese Liste beschreibt die Mannschaft und die Erfolge des Radsportteams Groupama-FDJ in der Saison 2021.

## Siege
| Siege    | Siege                                                                | Siege      | Siege  | Siege               | Siege |
| Datum    | Rennen                                                               | Staat      | Klasse | Sieger              |       |
| -------- | -------------------------------------------------------------------- | ---------- | ------ | ------------------- | ----- |
| 27. Feb. | Faun-Ardèche Classic                                                 | Frankreich | 1.Pro  | David Gaudu         |       |
| 4. Apr.  | La Roue Tourangelle                                                  | Frankreich | 1.1    | Arnaud Démare       |       |
| 10. Apr. | Baskenland-Rundfahrt, 6. Etappe                                      | Spanien    | 2.UWT  | David Gaudu         |       |
| 14. Apr. | Valencia-Rundfahrt, 1. Etappe                                        | Spanien    | 2.Pro  | Miles Scotson       |       |
| 15. Apr. | Valencia-Rundfahrt, 2. Etappe                                        | Spanien    | 2.Pro  | Arnaud Démare       |       |
| 17. Apr. | Valencia-Rundfahrt, 4. Etappe                                        | Spanien    | 2.Pro  | Stefan Küng         |       |
| 18. Apr. | Valencia-Rundfahrt, 5. Etappe                                        | Spanien    | 2.Pro  | Arnaud Démare       |       |
| 18. Apr. | Valencia-Rundfahrt, Gesamtwertung                                    | Spanien    | 2.Pro  | Stefan Küng         |       |
| 28. Mai  | Boucles de la Mayenne, 2. Etappe                                     | Frankreich | 2.Pro  | Arnaud Démare       |       |
| 29. Mai  | Boucles de la Mayenne, 3. Etappe                                     | Frankreich | 2.Pro  | Arnaud Démare       |       |
| 30. Mai  | Boucles de la Mayenne, 4. Etappe                                     | Frankreich | 2.Pro  | Arnaud Démare       |       |
| 30. Mai  | Boucles de la Mayenne, Gesamtwertung                                 | Frankreich | 2.Pro  | Arnaud Démare       |       |
| 6. Jun.  | Tour de Suisse, 1. Etappe                                            | Schweiz    | 2.UWT  | Stefan Küng         |       |
| 11. Jun. | Route d'Occitanie, 2. Etappe                                         | Frankreich | 2.1    | Arnaud Démare       |       |
| 16. Jun. | Schweizer Strassen-Radmeisterschaften im Einzelzeitfahren der Männer | Schweiz    | CN     | Stefan Küng         |       |
| 17. Jun. | Französische Meisterschaften, Einzelzeitfahren der Männer            | Frankreich | CN     | Benjamin Thomas     |       |
| 18. Jun. | Luxemburger Meisterschaften, Einzelzeitfahren der Männer             | Luxemburg  | CN     | Kevin Geniets       |       |
| 20. Jun. | Luxemburger Meisterschaften, Straßenrennen der Männer                | Luxemburg  | CN     | Kevin Geniets       |       |
| 20. Jun. | Litauische Meisterschaften, Straßenrennen Männer                     | Litauen    | CN     | Ignatas Konovalovas |       |
| 15. Aug. | Polynormande                                                         | Frankreich | 1.1    | Valentin Madouas    |       |
| 9. Sep.  | European Road Cycling Championships - Men ITT                        | Italien    | CC     | Stefan Küng         |       |
| 18. Sep. | Luxemburg-Rundfahrt, 5. Etappe                                       | Luxemburg  | 2.Pro  | David Gaudu         |       |
| 10. Okt. | Paris–Tours                                                          | Frankreich | 1.Pro  | Arnaud Démare       |       |

## Mannschaft
| Teamkader 2021                            | Teamkader 2021     | Teamkader 2021         | Teamkader 2021                          |
| Name                                      | Geburtsdatum       | Land                   | Vorheriges Team                         |
| ----------------------------------------- | ------------------ | ---------------------- | --------------------------------------- |
| Bruno Armirail                            | 11. April 1994     | Frankreich             | Occitane CF (2017)                      |
| Matteo Badilatti                          | 30. Juli 1992      | Schweiz                | Israel Start-Up Nation (2020)           |
| William Bonnet                            | 25. Juni 1982      | Frankreich             | BBox Bouygues Telecom (2010)            |
| Alexys Brunel                             | 10. Oktober 1998   | Frankreich             | Équipe continentale Groupama-FDJ (2019) |
| Clément Davy                              | 17. Juli 1998      | Frankreich             | Équipe continentale Groupama-FDJ (2020) |
| Mickaël Delage                            | 6. August 1985     | Frankreich             | Omega Pharma-Lotto (2010)               |
| Arnaud Démare                             | 26. August 1991    | Frankreich             | CC Nogent-sur-Oise (2011)               |
| Antoine Duchesne                          | 12. September 1991 | Kanada                 | Direct Énergie (2017)                   |
| David Gaudu                               | 10. Oktober 1996   | Frankreich             | Côtes d'Armor-Marie Morin (2016)        |
| Kevin Geniets                             | 9. Januar 1997     | Luxemburg              | Équipe continentale Groupama-FDJ (2019) |
| Jacopo Guarnieri                          | 14. August 1987    | Italien                | Katusha (2016)                          |
| Simon Guglielmi                           | 1. Juli 1997       | Frankreich             | Équipe continentale Groupama-FDJ (2019) |
| Ignatas Konovalovas                       | 8. Dezember 1985   | Litauen                | Marseille 13 KTM (2015)                 |
| Stefan Küng                               | 16. November 1993  | Schweiz                | BMC Racing Team (2018)                  |
| Matthieu Ladagnous                        | 12. Dezember 1984  | Frankreich             | Entente Sud Gascogne (2005)             |
| Olivier Le Gac                            | 27. August 1993    | Frankreich             | BIC 2000 (2014)                         |
| Fabian Lienhard                           | 3. September 1993  | Schweiz                | IAM Excelsior (2019)                    |
| Tobias Ludvigsson                         | 22. Februar 1991   | Schweden               | Giant-Alpecin (2016)                    |
| Valentin Madouas                          | 12. Juli 1996      | Frankreich             | BIC 2000 (2016)                         |
| Rudy Molard                               | 17. September 1989 | Frankreich             | Cofidis, Solutions Crédits (2016)       |
| Thibaut Pinot                             | 29. Mai 1990       | Frankreich             | Club Cycliste d'Étupes (2009)           |
| Sébastien Reichenbach                     | 28. Mai 1989       | Schweiz                | IAM Cycling (2015)                      |
| Anthony Roux                              | 18. April 1987     | Frankreich             | UV Aube (2007)                          |
| Miles Scotson                             | 18. Januar 1994    | Australien             | BMC Racing Team (2018)                  |
| Romain Seigle                             | 11. Oktober 1994   | Frankreich             | Club Cycliste d'Étupes (2017)           |
| Ramon Sinkeldam                           | 9. Februar 1989    | Niederlande            | Team Sunweb (2017)                      |
| Jake Stewart                              | 2. Oktober 1999    | Vereinigtes Königreich | Équipe continentale Groupama-FDJ (2020) |
| Benjamin Thomas                           | 12. September 1995 | Frankreich             | Armée de terre (2017)                   |
| Attila Valter                             | 12. Juni 1998      | Ungarn                 | CCC Team (2020)                         |
| Lars van den Berg                         | 7. Juli 1998       | Niederlande            | Équipe continentale Groupama-FDJ (2020) |
|                                           |                    |                        |                                         |
| Quellen: ProCyclingStats Cycling Archives |                    |                        |                                         |